# Mare Cognitum

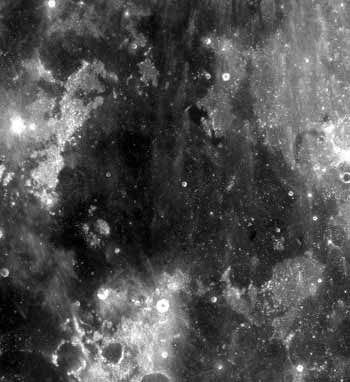
Mare Cognitum

Mare Cognitum – morze księżycowe położone na widocznej stronie Księżyca. Jego średnica wynosi około 350 km. Nazwa została nadana przez Międzynarodową Unię Astronomiczną w 1964 roku. W rejonie tym nastąpił upadek sondy Ranger 7.
Współrzędne selenograficzne centrum: ☾ 10,53°S 22,31°W/-10,530000 -22,310000.